# Colisión aérea en Alaska de 2019
El 13 de mayo de 2019, un hidroavión de Havilland Canada DHC-2 Beaver operado por Mountain Air Service chocó con el hidroavión de Havilland Canada DHC-3 Otter de Taquan Airlines sobre George Inlet, Alaska, Estados Unidos  El DHC-2 se partió en el aire, el único piloto y los cuatro pasajeros murieron. El piloto del DHC-3 pudo mantener la aeronave bajo control, pero la aeronave sufrió daños graves en la colisión y el piloto realizó posteriormente un aterrizaje forzoso; el piloto sufrió heridas leves, nueve pasajeros sufrieron heridas graves y un pasajero murió. Ambos aviones estaban realizando vuelos turísticos bajo reglas de ver y evitar, que establecen que el piloto de cada aeronave es responsable de asegurar visualmente la separación adecuada del resto de aeronaves cercanas en el área.

## Aeronaves

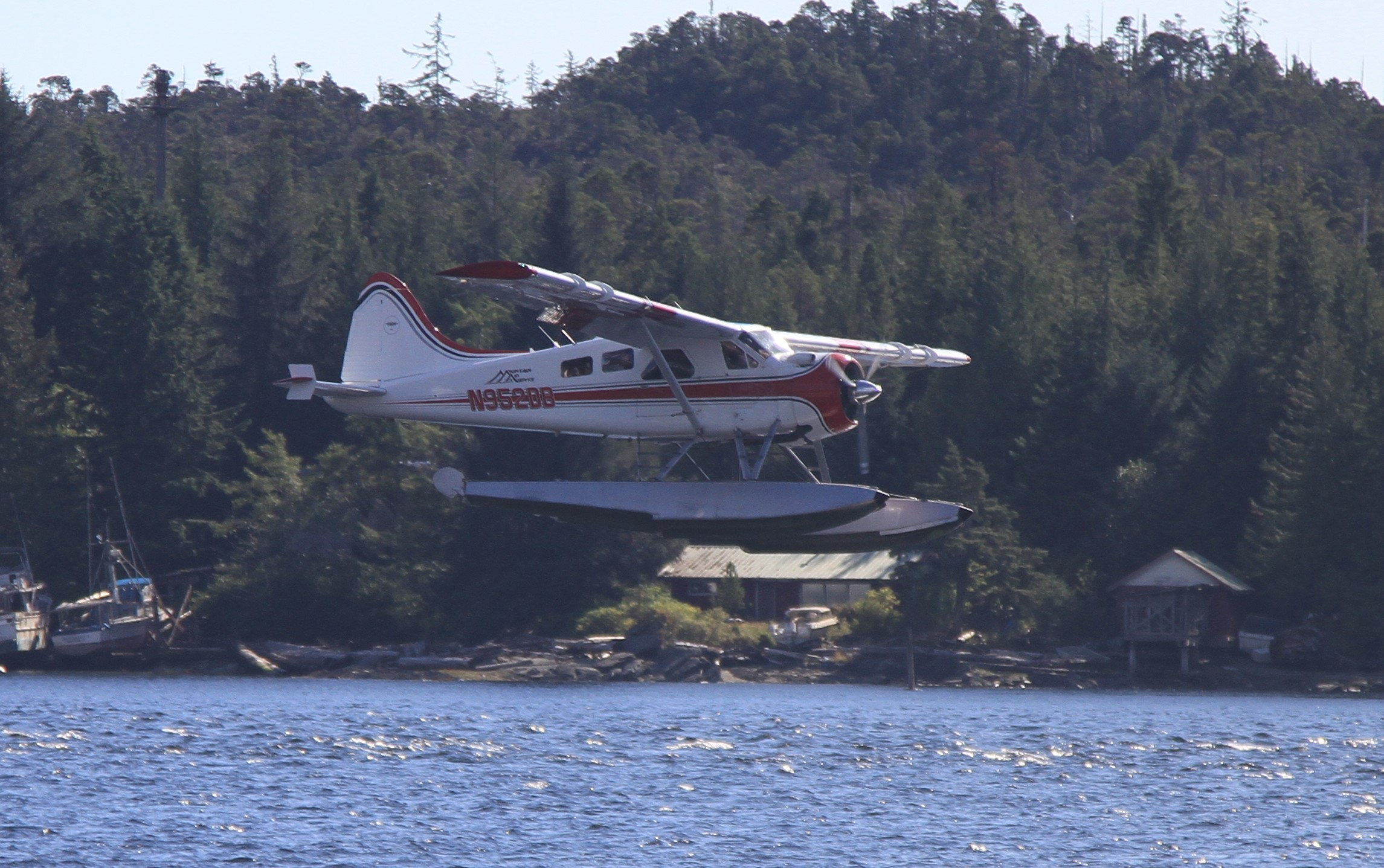
La primera aeronave involucrada en la Colisión

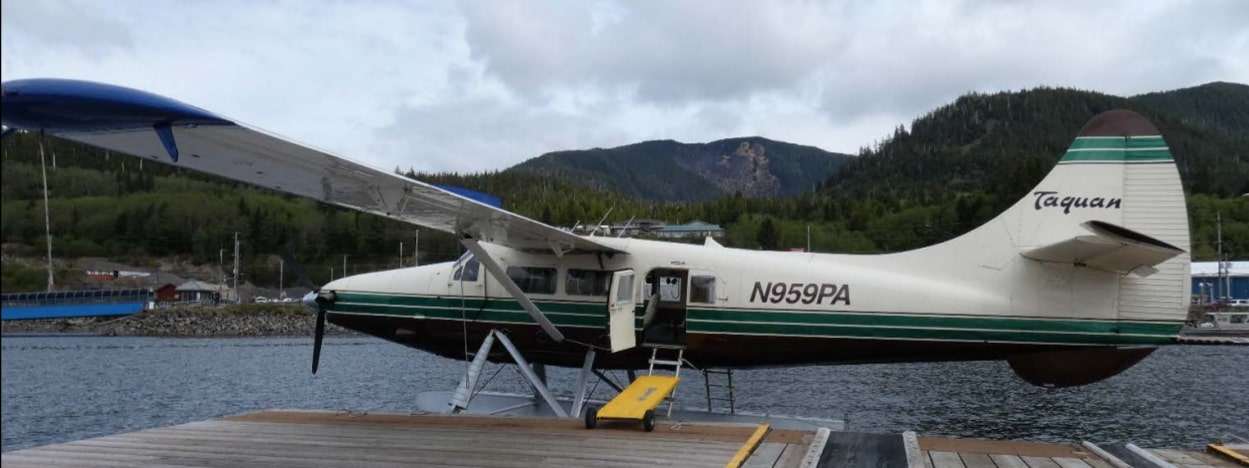
La segunda aeronave involucrada en la Colisión

La aeronave era un de Havilland Canada DHC-2 Beaver despegó como un vuelo turístico de aproximadamente media hora desde la Base de hidroaviones del puerto de Ketchikan hacía la misma base de Ketchikan, era operado por la aerolínea turística Mountain Air Service, durante la colisión el avión se partió en el aire, su único miembro de la tripulación y sus cuatro pasajeros murieron. Este tipo de aeronaves no están obligadas a llevar una grabadora de voz de cabina.
La aeronave era un de Havilland Canada DHC-3 Otter modificado como un hidroavión operado por la aerolínea turística Taquan Air, despegó como vuelo turístico desde la Base de hidroaviones del puerto de Ketchikan, durante la colisión el DHC-3 pudo mantenerse en el aire, pero la aeronave sufrió daños graves en la colisión y el vuelo tuvo que realizar un aterrizaje forzoso; el piloto sufrió heridas leves, nueve pasajeros sufrieron heridas graves y un pasajero murió. Ambos aviones estaban realizando vuelos turísticos con beneficios para ver un crucero que en ese momento estaba en Ketchikan y estaban bajo reglas de vuelo visual, que establecen que el piloto de cada aeronave es responsable de asegurar visualmente la separación adecuada del resto del tráfico aéreo, comúnmente conocido como "ver y evitar"

## Tripulación
El piloto del DHC-2 de Mountain Air Service tenía 46 años y poseía licencia de piloto comercial y de instructor de vuelo, habilitaciones para hidroaviones monomotores o multimotores y certificado médico de segunda clase en vigor y sin limitaciones. No se pudieron ubicar sus registros de vuelo personales, pero había informado alrededor de 11,000 horas de vuelo durante su último examen médico. Era el propietario y único piloto de Mountain Air Service. 
El piloto del DHC-3 de Taquan Air tenía 60 años y poseía un certificado de piloto de transporte de línea aérea y un certificado de instructor de vuelo, una habilitación para hidroaviones monomotor y un certificado médico de primera clase válida con la limitación de lentes correctivos. Había sido contratado por Taquan Air en 2018 y volaba para la aerolínea principalmente durante los meses de verano. Según los registros de Taquan Air, tenía unas 25.000 horas de vuelo, con unas 15.000 horas como piloto al mando.

## Pasajeros
Nueve pasajeros en el DHC-3 sufrieron heridas graves y un pasajero sufrió heridas mortales; los cuatro pasajeros del DHC-2 sufrieron heridas mortales. Seis víctimas heridas fueron admitidas en un hospital local y otras cuatro fueron llevados hasta un hospital en Seattle.
Los cuerpos de tres ocupantes del DHC-2 fueron recuperados del agua poco después del accidente y los otros dos cuerpos fueron encontrados en un área boscosa cerca de la costa al día siguiente. El médico forense determinó que la causa de la muerte de los cinco ocupantes del DHC-2 fue un traumatismo por fuerza contundente. 
La pasajera del asiento delantero del DHC-3 fue encontrada bajo el agua, todavía atada a su asiento entre los restos del avión; Se determinó que su principal causa de muerte fue un traumatismo por fuerza contundente y el ahogamiento fue un factor contribuyente.

## Accidente

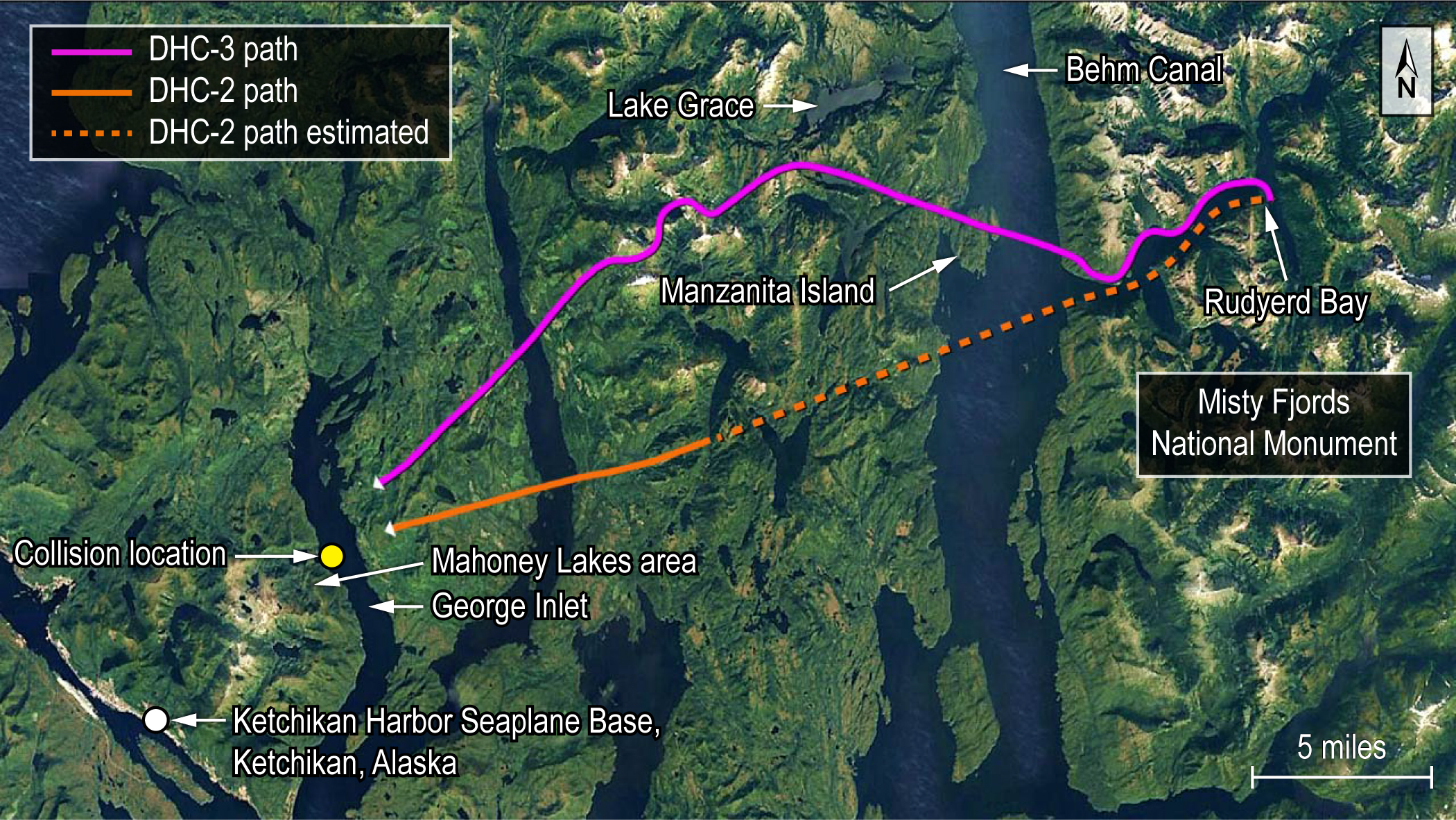
Trayectoria de vuelo

Ambos aviones regresaban a la base de hidroaviones del puerto de Ketchikan aproximadamente a 7 millas (11 km) al suroeste. El DHC-2 volaba a 107 nudos (198 km/h) a una altitud de unos 3350 pies (1020 m) sobre el nivel medio del mar (MSL), mientras que el DHC-3 descendía gradualmente a 126 nudos (233 km/h) desde una altitud de 3700 pies (1100 m) MSL. Prevalecieron condiciones meteorológicas visuales. El DHC-3 estaba equipado con un sistema de alerta de colisión de vigilancia dependiente automático-transmisión (ADS-B), pero el piloto no percibió ninguna advertencia de colisión ADS-B antes de ver un "destello" a su izquierda, y las dos aeronaves chocaron a las 12:21 p. m. hora local a una altitud de aproximadamente 3350 pies (1020 m) , Según los informes, uno de los pasajeros del DHC-3 vio el otro avión antes de la colisión y gritó "¡Sube! ¡Sube!" antes del impacto. La colisión rompió el parabrisas y separó la puerta trasera izquierda del DHC-3.
El DHC-2 se rompió en el aire, creando un campo de escombros de aproximadamente 2000 pies por 1000 pies (610m por 305m) a unas 1,75 millas (2,82 km) al suroeste del lugar del accidente del DHC-3. El fuselaje, el motor y la estructura de la cabina del DHC-2 estaban separados entre sí, y el ala derecha mostraba daños consistentes con impactos de hélices. El piloto y los 4 pasajeros murieron.
El DHC-3 se inclinó unos 40 grados con el morro hacia abajo, pero el piloto pudo mantener un control parcial y realizar un giro brusco antes de aterrizar en George Inlet. Al aterrizar, la aeronave se estremeció violentamente, los flotadores se separaron de la aeronave y la cabina inmediatamente se inundó a través de la abertura de la puerta trasera izquierda y el parabrisas roto, la aeronave se comenzó a hundirse.
El piloto sufrió heridas en la cabeza en la colisión y el aterrizaje, pero pudo abrir la puerta trasera derecha y ayudar a los pasajeros a salir. El piloto y los pasajeros sobrevivientes fueron rescatados por un navegante cercano en un pequeño barco, quien inmediatamente llamó a la Guardia Costera de los Estados Unidos. El navegante transportó a los sobrevivientes a la costa antes de que llegaran un barco y un helicóptero de la Guardia Costera. La pasajera en el asiento delantero derecho resultó gravemente herida y se la vio inmóvil y desmayada en su asiento cuando el avión se hundió. 
El DHC-3 se detuvo bajo aproximadamente 80 pies (24 m) de agua. El fuselaje delantero que separa la cabina de pasajeros de la cabina se encontró mayormente roto del fuselaje trasero, y el lado izquierdo del fuselaje delantero estaba más dañado que el lado derecho. Dos palas de la hélice estaban parcialmente rotas, mientras que las tres estaban dobladas y perforadas de manera consistente con un fuerte contacto giratorio, y estaban manchadas con pintura blanca.

## Investigación
La Junta Nacional de Seguridad en el Transporte (NTSB) inició de inmediato una investigación del accidente. El 22 de mayo de 2019 se publicó un informe preliminar del accidente.
En una reunión el 20 de abril de 2021, la NTSB atribuyó el accidente a "las limitaciones inherentes del concepto de ver y evitar junto con la ausencia de alertas de los sistemas de visualización de tráfico de ambos aviones". La NTSB examinó los datos de posición de la aeronave de vigilancia dependiente automática: transmisión (ADS-B), los datos registrados de la aviónica de la aeronave accidentada y las fotografías tomadas por los pasajeros de la aeronave accidentada. La NTSB encontró que el DHC-2 había estado subiendo gradualmente y se había nivelado a una altitud de 3350 pies (1020 m) y un rumbo de aproximadamente 255 °, mientras que el DHC-3 estaba descendiendo desde 4000 pies (1.200 m) desde 224° y 237°.
El DHC-2 no habría podido ver el DHC-3 acercándose desde su derecha debido a la estructura de la cabina del DHC-2, el ala derecha y el pasajero sentado en el asiento delantero derecho. mientras que el poste de la ventana delantera izquierda en el DHC-3 oscureció el DHC-2 de la vista del piloto durante 11 segundos antes de la colisión. 
Ambos aviones estaban equipados con pantalla de cabina de información de tráfico (CDTI) basada en ADS-B. Sin embargo, una actualización de equipo proporcionada por la FAA al sistema Garmin GSL 71 en el DHC-3, había desactivado la función de alerta auditiva de tráfico. Además, la función de transmisión de altitud del GSL 71 se deshabilitó porque la perilla de control estaba en la posición "Apagado", y la lista de verificación previa al vuelo de Taquan Air (que enumeraba el nombre de un operador diferente) no requería que el piloto configurara la perilla en la posición adecuada para transmitir la altitud de presión. Según los registros de datos examinados por la NTSB, el DHC-3 no había transmitido altitud de presión desde el 29 de abril de 2019. La ausencia de transmisiones de altitud deshabilitó efectivamente las funciones de alerta automática en la aplicación móvil CDTI de ForeFlight utilizada por el piloto del DHC-2, que no fue diseñada para proporcionar alertas cuando la aeronave no está transmitiendo altitud. La falta de advertencias auditivas o visuales dedicadas hizo que ambos pilotos dependieran de la verificación visual.
La Junta Nacional de Seguridad en el Transporte recomendó que la Administración Federal de Aviación exigir a los operadores que implementen sistemas de gestión de la seguridad, lo que podría haber mitigado la falta de capacidad de alerta del CDTI en el vuelo de Taquan Air, y instó a la aerolínea a actualizar su lista de verificación previa al vuelo para incluir la configuración adecuada del CDTI. Además, la NTSB recomendó que ForeFlight actualice su software de modo que las alertas automáticas se proporcionen de manera predeterminada cuando la aeronave no transmita la altitud de presión.

## Causa
En abril de 2021, la Junta Nacional de Seguridad en el Transporte (NTSB) dio su informe sobre el accidente y los factores a la colisión:
1. Las limitaciones inherentes del concepto de "ver y evitar".
2. La ausencia de alertas de los sistemas Anti-colisiones.
3. Debido al ángulo de aproximación, la estructura de la aeronave y el pasajero sentado en el asiento derecho oscurecieron la vista del piloto del DHC-2, mientras que el poste de la ventana delantera izquierda bloqueó la vista del piloto del piloto. 
4. Ambos aviones estaban equipados con sistemas de alerta de tráfico de Vigilancia Dependiente Automática–Broadcast (ADS-B), pero la función de alerta automática había sido desactivada por un cambio de equipo.
5. Las funciones de alerta del sistema DHC-2 no se activaron porque la aviónica en el DHC-3 no estaban transmitiendo la altitud exacta del otro avión.
La NTSB también identificó la lista inadecuada de la verificación previa de vuelo  de Taquan Air y el hecho de que la Administración Federal de Aviación no exigiera a Taquan Air que implementara un sistema de gestión de la seguridad fue uno de los factores en la colisión.

## Consecuencias y nuevo accidente
El piloto del DHC-2 fallecido era el propietario y único piloto de Mountain Air Service, y la empresa cesó sus operaciones después del accidente.
La aeronave de Taquan Air fue reparada y puesta a volar pero una semana después el de Havilland Canada DHC-3 Otter impacto el agua misteriosamente, la aerolínea suspendió todos los vuelos al día siguiente. En medio de una mayor supervisión por parte de la FAA, Taquan Air reanudó el servicio de carga limitado el 23 de mayo, Días después se iniciaron las operaciones de vuelos turísticos y de pasajeros.

## Filmografía
Este accidente fue presentado en la temporada 24 de la serie de televisión canadiense Mayday: catástrofes aéreas, titulado "Without Warning" y en Latinoamérica "Sin advertencia", transmitido en National Geographic Channel.